# NK Obilić Ostrovo
NK Obilić Ostrovo je amaterski nogometni klub iz Ostrova.
U sezoni 2020./21. se natječe se u 3. ŽNL Vukovarsko-srijemska NS Vinkovci.

## Povijest
NK Obilić je osnovan 1932. godine. Do 1991. godine se uglavnom natjecao u najnižem rangu natjecanja pod okriljem Vinkovačkog nogometnog podsaveza.
Klub se do 1997. godine natjecao u prvenstvu RSK, odnosno kasnije Srijemsko-baranjske oblasti. Nakon mirne reintegracije, klub odlučuje da se ne uključi odmah u natjecanja u sklopu Županijskog nogometnog saveza Vukovarsko-srijemske županije, te se kao pravno lice u Republici Hrvatskoj registrira tek 2001. godine. Od 2001. pa sve do sezone 2016./17. se natječe u 3. ŽNL NS Vinkovci, kada je osvaja.

### Plasmani kluba kroz povijest
| Sezona                           | Liga                                               | Plasman            |
| -------------------------------- | -------------------------------------------------- | ------------------ |
| 1950.                            | Kotarska nogometna liga Vinkovci Jedinstvena grupa | nepoznat plasman   |
| 1951.                            | Kotarska nogometna liga Vinkovci Jedinstvena grupa | nepoznat plasman   |
| 1953./54.                        | Kotarska nogometna liga Vinkovci Grupa I           |                    |
| 1966./67.                        | Grupno prvenstvo NP Vinkovci Grupa I               | 11. mjesto         |
| 1967./68.                        | Grupno prvenstvo NP Vinkovci Grupa I               | 11. mjesto         |
| 1968./69.                        | Grupno prvenstvo NP Vinkovci Grupa I               |                    |
| 1969./70.                        | Grupno prvenstvo NP Vinkovci Grupa I               |                    |
| 1970./71.                        | Grupno prvenstvo NP Vinkovci Grupa I               | 7. mjesto          |
| 1971./72.                        | Grupno prvenstvo NP Vinkovci Grupa I               | 6. mjesto          |
| 1972./73.                        | Grupno prvenstvo NSP Vinkovci Grupa II             |                    |
| 1973./74.                        | Grupno prvenstvo NP Vinkovci Grupa I               |                    |
| 1974./75.                        | Grupno prvenstvo NP Vinkovci Grupa I               |                    |
| 1975./76.                        | Grupno prvenstvo NP Vinkovci Grupa I               |                    |
| 1976./77.                        | Grupno prvenstvo NP Vinkovci Grupa I               |                    |
| 1977./78.                        | Grupno prvenstvo ONS Vinkovci Grupa I              | 8. mjesto          |
| 1978./79.                        | Grupno prvenstvo ONS Vinkovci Grupa I              |                    |
| 1979./80.                        | Grupno prvenstvo ONS Vinkovci Grupa I              | 4. mjesto          |
| 1980./81.                        | Grupno prvenstvo ONS Vinkovci Grupa I              |                    |
| 1981./82.                        | Grupno prvenstvo ONS Vinkovci Grupa I              |                    |
| 1985./86.                        | Općinska nogometna liga Vinkovci                   | 6. mjesto          |
| 1986./87.                        | Općinska nogometna liga Vinkovci                   | 14. mjesto         |
| 1987./88.                        | 2. općinska nogometna liga Vinkovci                |                    |
| 1988./89.                        | 2. općinska nogometna liga Vinkovci                |                    |
| 1989./90.                        | 2. općinska nogometna liga Vinkovci                |                    |
| 1990./91.                        | 2. općinska nogometna liga Vinkovci                |                    |
| 1991./92.                        | klub nije djelovao                                 | klub nije djelovao |
| 1992. – 1998. Prvenstvo RSK      |                                                    |                    |
| 1998. – 2001. klub nije djelovao |                                                    |                    |
| 2001./02.                        | 3. ŽNL Vukovarsko-srijemska Grupa A                | 8. mjesto          |
| 2002./03.                        | 3. ŽNL Vukovarsko-srijemska Grupa A                | 9. mjesto          |
| 2003./04.                        | 3. ŽNL Vukovarsko-srijemska Grupa A                | 13. mjesto         |
| 2004./05.                        | 3. ŽNL Vukovarsko-srijemska Grupa A                | 13. mjesto         |
| 2005./06.                        | 3. ŽNL Vukovarsko-srijemska Grupa A                | 10. mjesto         |
| 2006./07.                        | 3. ŽNL Vukovarsko-srijemska NS Vinkovci            | 9. mjesto          |
| 2007./08.                        | 3. ŽNL Vukovarsko-srijemska NS Vinkovci            | 7. mjesto          |
| 2008./09.                        | 3. ŽNL Vukovarsko-srijemska NS Vinkovci            | 9. mjesto          |
| 2009./10.                        | 3. ŽNL Vukovarsko-srijemska NS Vinkovci            | 9. mjesto          |
| 2010./11.                        | 3. ŽNL Vukovarsko-srijemska NS Vinkovci            | 10. mjesto         |
| 2011./12.                        | 3. ŽNL Vukovarsko-srijemska NS Vinkovci            | 8. mjesto          |
| 2012./13.                        | 3. ŽNL Vukovarsko-srijemska NS Vinkovci            | 8. mjesto          |
| 2013./14.                        | 3. ŽNL Vukovarsko-srijemska NS Vinkovci            | 7. mjesto          |
| 2014./15.                        | 3. ŽNL Vukovarsko-srijemska NS Vinkovci            | 4. mjesto          |
| 2015./16.                        | 3. ŽNL Vukovarsko-srijemska NS Vinkovci            | 5. mjesto          |
| 2016./17.                        | 3. ŽNL Vukovarsko-srijemska NS Vinkovci            | 1. mjesto          |

## Ostalo
Klub organizira memorijalni turnir "Ilija Alić" za selekcije pionira, na kojem sudjeluju ekipe klubova iz okolnih naselja.

## Vanske poveznice
- Facebook profil posvećen klubu
- Županijski nogometni savez VSŽ  Arhivirana inačica izvorne stranice od 1. studenoga 2015. (Wayback Machine)